# Vilhjálmur Þórmundur Vilhjálmsson
Vilhjálmur Þórmundur Vilhjálmsson, né le 26 avril 1946, est un homme politique islandais. Il a été maire de Reykjavik du 13 juin 2006 au 16 octobre 2007, date à laquelle lui a succédé Dagur B. Eggertsson.